# 劉延之
始平王劉延之（5世紀—479年），彭城郡彭城縣人，南朝宋長沙王劉纂之子，始平孝敬王劉子鸞繼子。

## 生平
南朝宋泰始四年（468年），始平沖王劉延年去世。泰始五年九月甲寅（469年10月8日），劉延之出繼始平孝敬王劉子鸞，襲封始平郡王，食邑千戶。
昇明三年（479年），劉延之去世，封國被削除。虽然本传没记载他的具体死因，但同年去世的刘宋诸侯王有多人，且《南史·宋本纪下第三》载“宋之王侯无少长皆幽死矣”。